# Pterella yunnanensis
Pterella yunnanensis är en tvåvingeart som beskrevs av Fan 1981. Pterella yunnanensis ingår i släktet Pterella och familjen köttflugor. Inga underarter finns listade i Catalogue of Life.